# كيرك بالتز
كيرك بالتز (بالإنجليزية: Kirk Baltz)‏ مواليد 14 سبتمبر 1959 في نيويورك، نيويورك، الولايات المتحدة، هو ممثل أمريكي بدأ مسيرته الفنية سنة 1989.

## الأعمال

### أفلام
- يرقص مع الذئاب (1990) (بدور: إدواردز)
- كلاب المستودع (1992)
- قتلة بالفطرة (1994) (بدور: روجر)
- الوجه المخلوع (1997)
- باركر (2013)

### مسلسلات
- إن واي بي دي بلو (1994)
- إن واي بي دي بلو (2000)
- ويل وغريس (2002) (بدور: غلين غابرييل)
- الدرع (2002)
- 24 (2002)
- دون أثر (2004)
- إن سي آي إس: لوس أنجلوس (2013)

### ألعاب فيديو
- بروتوتايب (2009)
- مافيا 2 (2010)

## روابط خارجية
- كيرك بالتز على موقع IMDb (الإنجليزية)
- كيرك بالتز على موقع ألو سيني (الفرنسية)
- كيرك بالتز على موقع أول موفي (الإنجليزية)
- كيرك بالتز على موقع قاعدة بيانات الأفلام السويدية (السويدية)
- كيرك بالتز على موقع قاعدة بيانات الفيلم (الإنجليزية)
- كيرك بالتز على موقع كينوبويسك (الروسية)